# Help!
Help! là album phòng thu thứ năm của ban nhạc rock người Anh The Beatles, được thu âm và sản xuất bởi George Martin. Album được phát hành vào ngày 6 tháng 8 năm 1965 tại Anh, và 1 tuần sau tại Mỹ. Nó là nhạc phim cho bộ phim cùng tên năm 1965. Ban nhạc đã tiến hành thu âm trong khoảng thời gian xen kẽ giữa các buổi diễn của mình. Với Help!, The Beatles đã quan tâm nhiều hơn tới phòng thu, nhất là kỹ thuật ghi đè. Họ phát hiện ra nhiều nhạc cụ và hiệu ứng âm thanh mới, thứ mà họ sử dụng sau này trong album bước ngoặt của họ, Rubber Soul.
Với Help!, The Beatles đã đi sâu vào các khía cạnh của văn hóa nhạc pop. Phần mặt A là bản soundtrack của bộ phim, trong đó có một số ca khúc nổi tiếng như "You're Going to Lose That Girl", nhất là "Help!" và "Ticket to Ride" đều đã được phát hành dưới dạng đĩa đơn. Phần mặt A này cũng là phần đĩa than của album. Phần mặt B bao gồm 7 bài hát thu âm thêm xung quanh quá trình làm phim và ghi âm album, trong đó có một trong những bản nhạc nổi tiếng nhất lịch sử, "Yesterday", thu âm bởi Paul McCartney với guitar cùng dàn tứ tấu dây.
Help! nhận được rất nhiều đánh giá tích cực. Ngay ở tuần đầu tiên phát hành, album vươn lên đứng đầu tại UK Albums Chart và còn xuất hiện tại bảng xếp hạng suốt 41 tuần. Ở Mỹ, The Beatles chỉ phát hành album nhạc phim Help!. Trong số 7 bài hát còn lại, 2 bài hát được giới thiệu trong album tiếp theo của The Beatles, Rubber Soul, 2 được xuất hiện trong album Yesterday and Today, và 3 bài còn lại có trong Beatles VI. Tổng hợp lại, các ca khúc của Help! được chia làm 4 đĩa và đều đứng số 1 tại đây.
Năm 2012, tạp chí Rolling Stone xếp Help! ở vị trí số 331 trong danh sách "500 album xuất sắc nhất mọi thời đại".

## Hoàn cảnh ra đời
Sau những thành công vang dội từ bộ phim đầu tay A Hard Day's Night, [The Beatles tiếp tục thực hiện bộ phim ca nhạc tiếp theo, lần này là phim màu, vào đầu năm 1965. Help là cái tên cuốn hút đạo diễn Richard Lester ngay từ đầu, song vì nó đã từng được sử dụng, nên toàn bộ ê-kíp buộc phải theo một lựa chọn khác. Beatles II là nhan đề được nghĩ tới, sau đó họ lại nghĩ tới Eight Arms to Hold You theo hình ảnh của thần Kâlî xuất hiện trong phim. Tuy nhiên, The Beatles đều phản đối tất cả những tên trên, vì họ thấy các ca khúc sử dụng đều không liên quan. Cuối cùng, họ quyết định lấy tên Help! với một dấu chấm than, nhằm đảm bảo vừa không vi phạm bản quyền, vừa giữ được ý tưởng gốc. Kế hoạch được bắt đầu từ cuối tháng 2 năm 1965, và ban nhạc được yêu cầu sáng tác một số lượng lớn ca khúc theo nội dung phim. Các ca khúc được viết trong quãng thời gian nửa đầu năm 1965, xen kẽ những tour diễn, giữa những chuyến đi của ban nhạc tới Bahamas, Áo và cả Anh để phục vụ các cảnh quay. Rất nhiều ca khúc được viết ngay cả khi ban nhạc còn chưa từng đọc một dòng kịch bản.
Vào thời kỳ này, The Beatles đã không còn muốn theo đuổi hình tượng từ Beatlemania nữa. Đôi khi, trong các buổi phỏng vấn, họ tỏ rõ sự mệt mỏi với người hâm mộ. Các chương trình đi tour ngày một thưa dần so với 2 năm trước đó: một vài buổi diễn ở London, một chương trình xuyên châu Âu qua Pháp, Ý và Tây Ban Nha cuối tháng 6 đầu tháng 7, trước khi có một chuyến lưu diễn tại Mỹ vào tháng 8 và cuối cùng họ quay trở lại Anh với buổi diễn vào tháng 12. John Lennon nói: "Hiện tượng về The Beatles đã tới giới hạn của nó. Tôi đã ăn và ngủ như một con heo. Tôi đang trong thời kỳ của "Elvis mập", tự thấy ghê tởm mình và trong thâm tâm, tôi đang muốn cầu cứu ai đó."

Ảnh chụp trailer tại Mỹ của phim Help!

Các ca khúc mới của The Beatles mang nhiều sự suy tư và tình cảm dạt dào. Họ đã bỏ đi tính nông nổi trong những ca khúc trước kia của họ, một xu hướng mà họ cố thể hiện trong album trước đó, Beatles for Sale. Paul McCartney kể lại: "Phần viết chính của các ca khúc hầu hết đều diễn ra ở nhà John ở Weybridge. Với A Hard Day's Night, John cứ về nhà là có được một đống thứ trong tay, nhưng với Help!, chúng tôi đã ngồi với nhau và cùng viết các ca khúc."
Đây cũng là thời kỳ mà ban nhạc sử dụng ngày một thường xuyên cần sa, thứ thuốc mà Bob Dylan giới thiệu cho họ trong chuyến lưu diễn tại Mỹ mùa hè năm 1964. Lennon nói đó là điểm khởi đầu cho "thời kỳ dùng thuốc kích thích" của The Beatles và thêm rằng rất nhiều cảnh quay của bộ phim buộc phải hủy bỏ bởi vì những tràng cười ngớ ngẩn của họ. Ringo Starr kể lại: "Chúng tôi đã hút một lượng lớn chất kích thích suốt quá trình quay phim. Thực sự là rất tuyệt. Điều đó khiến mọi thứ trở nên vui hơn."
Quãng thời gian thực hiện bộ phim cũng là lúc George Harrison khám phá và tìm tòi các nhạc cụ Ấn Độ. "Đó là lần đầu chúng tôi có những tiếp xúc với văn hóa Ấn Độ", John nói, "có một cảnh quay kỳ lạ với một người Ấn Độ sở hữu một chiếc nhẫn và các nghi thức; và ở một góc của khung hình có vài chiếc sitar và mấy thứ khác: đó là một dàn nhạc Ấn Độ đang chơi nhạc và George chăm chú nhìn họ." Ở Bahamas, The Beatles cũng bắt đầu tập luyện yoga. "Có một người Yogi bé nhỏ luôn giục giã chúng tôi", Lennon nói; "Tôi nghĩ đó là điểm bắt đầu của tất cả chúng tôi", Harrison bổ sung. Trong 3 năm tiếp theo, tay lead guitar của The Beatles đã đem âm nhạc và tâm hồn Ấn Độ vào các ca khúc của ban nhạc để giới thiệu với toàn thế giới.

## Thu âm
Các phòng thu của EMI trở thành địa điểm chính của ban nhạc kể từ khi họ quan tâm nhiều hơn tới phòng thu. Họ khám phá ra các phương thức của thu âm đa băng, từ đó mối quan tâm của họ tới kỹ thuật âm thanh lớn dần. Những đặc tính cơ bản của nhạc rock 'n' roll dần bị họ loại bỏ, thay vào đó là những tìm tòi và thử nghiệm mới: lần đầu tiên một dàn nhạc cổ điển (dàn tứ tấu dây) chơi nhạc nền trong một ca khúc của họ, "Yesterday". Hơn hết, các chàng trai của The Beatles cũng là ban nhạc đầu tiên ở châu Âu sở hữu công nghệ băng từ cassette, nhờ đó họ có thể sao chép một cách có hệ thống những bản thâu sau mỗi buổi thu âm để có thể nghe và chỉnh sửa lại, dĩ nhiên.

### Tháng 2 năm 1965

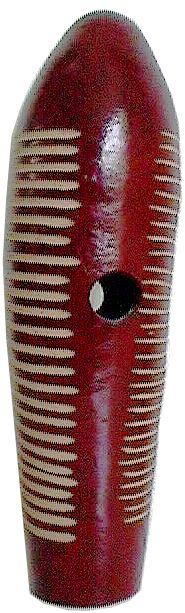
Güiro là một trong những nhạc cụ mới mà The Beatles thử nghiệm trong Help!

Ngày 15 tháng 2 năm 1965, The Beatles bắt đầu quá trình thực hiện album. Thực tế, công việc của họ đã được triển khai vài tháng trước đó từ album Beatles for Sale, có nghĩa là họ chơi nhạc kiểu live ngay trong phòng thu, làm đi làm lại nhiều lần và thêm bớt vài lần ghi đè. Khi xem những bức ảnh của ban nhạc chụp trước năm 1965, rất ít khi người ta thấy họ đeo tai nghe, bởi vì đơn giản rằng âm nhạc được chơi một cách trực tiếp. Tuy nhiên, kể từ đây mọi thứ đã thay đổi. Trước tiên, John, Paul, George và Ringo thu những đoạn nhạc bằng các nhạc cụ gốc mà họ muốn làm nền. Sau đó, họ yêu cầu có một hệ thống giữ nhịp (bao gồm guitar, bass, trống và đôi khi một giọng chuẩn) để dựa vào đó tất cả thực hiện quá trình thu âm bằng cách thêm một cách tối đa các tiếng nhạc cụ và giọng hát vào máy thâu 4-băng.
Trong ca khúc đầu tiên của album, "Ticket to Ride", McCartney chơi cả bass lẫn guitar điện, trong khi Harrison chơi lead lẫn guitar 12 dây, Lennon chơi cả guitar lẫn sắc-xô, còn các giọng hát bè đều được cho vào từ phần thâu gốc. Với "Another Girl", họ chỉ thâu trong một lần duy nhất, song riêng Harrison đã ghi đè tới 12 lần để có được đoạn guitar cuối bài. Tuy nhiên, những nỗ lực đó đã bị McCartney loại bỏ và anh phải thực hiện lại vào sáng hôm sau. "I Need You" của Harrison là ca khúc cuối cùng được thu trong ngày 15, với chỉ sử dụng một bộ chỉnh âm guitar đơn giản.
"Yes It Is" là ca khúc duy nhất được thu vào ngày 16 tháng 2, một bản ballad mà John đã hát với đủ 3 giọng (thu âm trực tiếp suốt 3 tiếng với số lượng vô kể những lần ghi âm) mà trong đó, chiếc chỉnh âm guitar của Harrison vẫn giữ vai trò rất quan trọng. Tuy nhiên, ca khúc này không có mặt trong cả bộ phim lẫn album mà nằm trong mặt B của đĩa đơn "Ticket to Ride". Ngày hôm sau, ban nhạc thu âm 2 ca khúc rất pop, "The Night Before" của McCartney và "You Like Me Too Much" của Harrison. 2 nhạc cụ mới được sử dụng, đó là chiếc piano điện được Lennon chơi trong cả hai bài, và chiếc dương cầm của Steinway được chơi bởi McCartney và Martin trong ca khúc của Harrison. Cả Paul lẫn George đều thu âm 2 giọng cho mỗi ca khúc của riêng họ.
Ngày 18 tháng 2, Lennon tiến hành thu âm ca khúc mà anh lấy cảm hứng từ Bob Dylan, "You've Got to Hide Your Love Away". John Scott trở thành nghệ sĩ đầu tiên không phải Beatle được tới chơi trong phòng thu số 2 khi chơi flute alto và tenor trong ca khúc. Ringo Starr hát ca khúc "If You've Got Trouble", song chỉ xuất hiện trong The Beatles Anthology sau này. "Tell Me What You See" cũng được thâu âm với nhiều lần ghi đè âm piano điện của McCartney và güiro của Starr. Tới ngày 19, cả nhóm tập trung vào ca khúc "You're Going to Lose That Girl", một bản ballad của Lennon với đầy đủ giọng hòa âm của 3 người, thu âm trong 2 lần, với cảnh quay xuất hiện trong phim.
Tới ngày 20, The Beatles lên đường tới Bahamas, bắt đầu tour diễn kéo dài của họ. Ca khúc cuối cùng mà họ thực hiện là "That Means a Lot", tương tự như "If You've Got Trouble", cũng phải chờ tới 31 năm mới được phát hành trong Anthology 2. Cả nhóm đã mang bản thâu tới tận vùng Caribe để thảo luận trước khi quyết định loại nó ra khỏi album lẫn bộ phim.

### Mùa xuân 1965

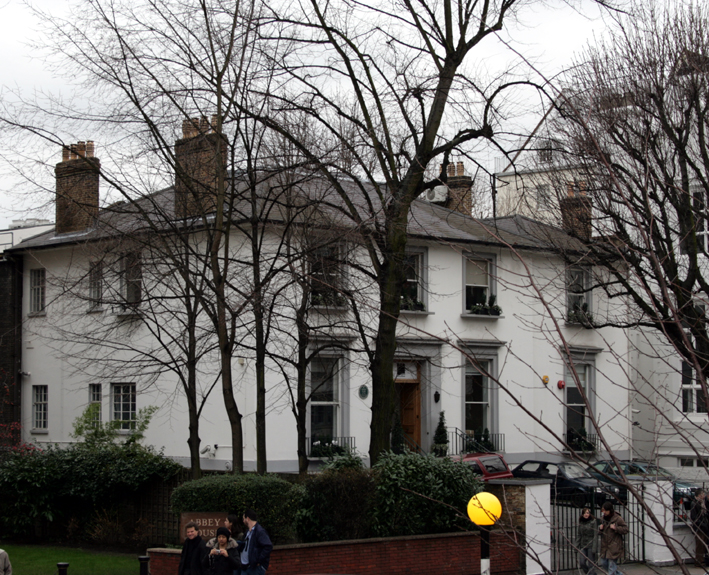
Phòng thu Abbey Road

"Fab Four" quay trở lại phòng thu vào ngày 13 tháng 4 năm 1965 để thu âm ca khúc của John, "Help!". 4 ngày sau, "Ticket to Ride" được phát hành dạng đĩa đơn và dễ dàng có được thành công trên toàn thế giới. Album nhanh chóng gây được chú ý trên các phương tiện thông tin đại chúng chính nhờ vào dấu "!" quan trọng đó. Ngày 10 tháng 5, tại phòng thu của mình, The Beatles chơi trực tiếp 2 ca khúc kinh điển của lịch sử rock 'n' roll, "Bad Boy" và "Dizzy Miss Lizzy" đều của Larry Williams. Ca khúc đầu tiên nhắm tới thị trường Mỹ và nằm trong album Beatles VI, còn ca khúc thứ 2 được thâu làm hai bản, và bản thứ 2 được ban nhạc chọn để phát hành chính thức.
Ngày 14 tháng 6 được giành trọn cho Paul McCartney: 3 ca khúc vô cùng khác lạ của anh được thu âm trong ngày này, trong số đó có ca khúc nổi tiếng "Yesterday". George Martin đã thuyết phục được McCartney sử dụng dàn tứ tấu dây để làm nền cho chiếc guitar acoustic. Anh chỉ có một yêu cầu duy nhất: "Tôi không muốn có một tiếng vang nào hết!" Martin và McCartney cùng viết nhạc cho dàn dây 4 người, một công việc không hề dễ dàng. McCartney một mình thu âm ca khúc này (sự kiện lần đầu xuất hiện trong lịch sử ban nhạc). Một mình anh ngồi trong phòng thu và thoải mái nghe lại các bản thâu của mình, dù rằng các đồng nghiệp của anh đều ngồi ở ngay phòng bên trong quá trình anh thực hiện bài hát nổi tiếng nhất thế kỷ XX. 2 ca khúc còn lại đó là "I'm Down" (Lennon chơi đàn organ Farfisa và được phát hành dưới dạng đĩa đơn) và "I've Just Seen a Face" (thu âm bằng 2 lần ghi đè guitar acoustic và maraca).
Chiều ngày 15, ban nhạc tiến hành thu bản ballad của John, "It's Only Love", và 2 ngày sau là "Act Naturally" (sáng tác bởi Buck Owens) – ca khúc thay thế cho "If You've Got Trouble" đã bị loại bỏ – và được hát bởi Starr. "Wait" là ca khúc cuối cùng được thực hiện trong gian đoạn này, song nó chỉ hoàn thiện vào ngày 11 tháng 11 năm 1965 và được The Beatles cho vào album tiếp theo của họ, Rubber Soul.
Ngày 18 tháng 6, tất cả các ca khúc được chỉnh sửa sang định dạng mono bởi George Martin và Norman Smith, hỗ trợ bởi Phil McDonald.

## Dấu ấn nghệ sĩ

### Ảnh hưởng

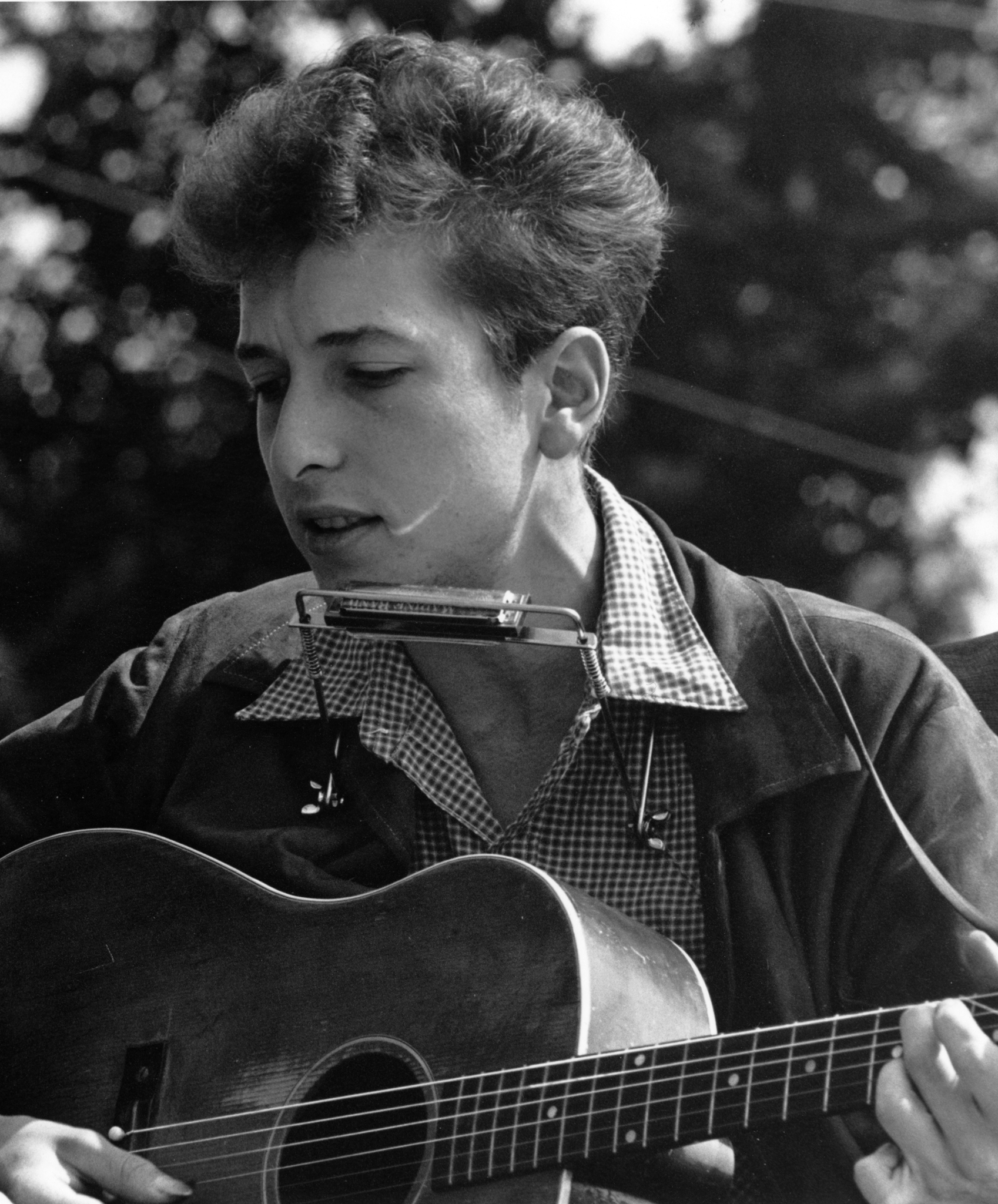
Bob Dylan ảnh hưởng lớn tới chất nhạc đồng quê trong các ca khúc của album

Help! được phát hành vào năm 1965 đánh dấu sự kết thúc giai đoạn đầu tiên của The Beatles với âm nhạc rock 'n' roll mang tính thị trường, trước khi họ tới với album bước ngoặt của sự nghiệp, Rubber Soul. Sự khác biệt đầu tiên tới từ việc album chỉ hoàn thành trong vỏn vẹn vài tháng, minh chứng cho tài năng và sự chuyên nghiệp của họ. Help! dù vẫn mang những dáng dấp của rock 'n' roll song cũng chấp nhận những thử nghiệp từ những thể loại âm nhạc mới.
Album được mở đầu bằng ca khúc thành công trên toàn thế giới: "Help!". Đây là một trong những ca khúc ưa thích nhất của Lennon. Tuy nhiên, Lennon thực tế khá e dè vì tính bốc đồng của ca khúc, vậy nên anh rất muốn ca khúc chơi chậm hơn so với bản thâu. Harrison chèn vào mỗi đoạn chuyển nhịp những tiếng gảy guitar vô cùng đặc trưng. Để trả lời những thắc mắc của công chúng, John đã viết vào năm 1980: "Sự điên rồ của The Beatles đã vượt qua mọi sự hiểu biết. Chúng tôi hút cần sa thay cho bữa sáng. Chúng tôi chìm đắm trong đó và không ai có thể tiếp xúc với chúng tôi, vì chúng tôi đang ở trong thế giới của riêng mình, đôi mắt mơ màng và cười khinh bỉ mọi thứ. Ca khúc Help! là như vậy đó!".
Phần lớn ca khúc dùng cho bộ phim, bao gồm "The Night Before", "I Need You" hay "Another Girl" đều chơi theo nhạc pop với mục đích ban đầu của ban nhạc: chuyên gia Mark Herstgaard miêu tả chúng là "những sản phẩm nhảm nhí song hiệu quả vì nó làm hài lòng thị yếu công chúng". Ca từ của các ca khúc này vẫn nói nhiều về tình yêu, nhưng bắt đầu xuất hiện, một cách vô thức, những trải nghiệm riêng của người viết. John Lennon giải thích: "Đó là điều hiển nhiên. Nếu nhìn vào mặt bằng chung, đó là điều dễ thấy. Sự oán giận, tình yêu hay sự căm hờn, tất cả đều có trong các ca khúc của chúng tôi."
Nhạc folk xuất hiện trong album qua các ca khúc "I've Just Seen a Face" của McCartney và "You've Got to Hide Your Love Away" của Lennon. Ca khúc thứ nhất là một sáng tác đặc biệt của McCartney: với nhịp nhanh và không có chút sâu lắng, ca khúc hướng người nghe tới những âm hưởng của hòa ca. Phần chơi guitar mở đầu và solo giữa bài là "một sự tinh tế hiếm có trong thể loại này". Trong ca khúc thứ hai, Lennon cho thấy rõ những ảnh hưởng từ Bob Dylan trong sáng tác của mình. Anh nói về tâm trạng chán nản, được miêu tả qua việc vò đầu, tâm sự với bức tường, mọi người xung quanh đang nhìn và chế giễu anh.
"Ticket to Ride" – một ca khúc quan trọng của album và cả của bộ phim, là một sáng tác của Lennon, song những ý tưởng đóng góp của McCartney lại đưa ca khúc lên một tầm khác. Với giai điệu pha pop và rock, tất cả đều là những ý tưởng của Paul: những đoạn luyến bass và cách chơi trống mạch lạc khiến John liên tưởng rằng ca khúc là một gợi ý rõ ràng cho heavy metal.
Truyền thống "ca khúc cho Ringo" duy trì với ca khúc "Act Naturally", một ca khúc mang giai điệu nhạc đồng quê. Đây là một trong những bản hát lại của The Beatles trong album, cùng với ca khúc "Dizzy Miss Lizzy". Tuy nhiên, kể từ Rubber Soul, ban nhạc chỉ thu âm các ca khúc do chính họ sáng tác.
Ca khúc trước khi kết thúc album chính là "Yesterday", bản nhạc không những trở thành một trong những ca khúc thành công nhất của The Beatles, mà còn của cả nền âm nhạc đại chúng thế kỷ XX. Tuy nhiên, họ lại khá chần chừ trong việc tung đĩa đơn ca khúc này khi cho rằng "nó không phù hợp với hình ảnh của ban nhạc". Theo McCartney, ca khúc là một giai điệu đến với anh rất hiển nhiên. "Yesterday" là ví dụ điển hình cho bước ngoặt của Fab Four: đây là ca khúc đầu tiên của The Beatles sử dụng những nhạc cụ cổ điển, với phần hòa âm được viết bởi George Martin cho dàn dây 4 người. Sự khám phá này là bước đi đầu cho những sản phẩm để đời sau này của ban nhạc.
Ở Mỹ, Capitol Records cho phát hành một album Help! rất khác so với nguyên bản, thay thế các ca khúc của bộ phim bằng các phần hòa tấu viết bởi Ken Thorne, ngoại trừ "In the Tyrol", "The Bitter End" và "The Chase" vốn là các ca khúc nhạc nền trong phim. Tại đây, "Help!" là ca khúc viết theo James Bond Theme bởi Monty Norman. Tuy nhiên, ca khúc "From Me to You Fantasy" lại không có liên quan gì tới "From Me to You" của The Beatles, trong khi "Another Hard Day's Night" là bản hát lại của "A Hard Day's Night" với các nhạc cụ Ấn Độ. Việc phát hiện các nhạc cụ Ấn Độ của Harrison, nhất là với cây đàn sitar, là bước ngoặt đối với định hướng tiếp xúc âm nhạc của The Beatles mà họ đã thể hiện ngay trong album tiếp theo, Rubber Soul.

### Bìa đĩa
Bìa album được định hình bằng ngôn ngữ semaphore, theo ý tưởng của nhiếp ảnh gia Robert Freeman, người cũng đã thực hiện album trước đó của The Beatles, Beatles for Sale: "Tôi muốn họ dùng những ký hiệu của ngôn ngữ này tạo nên chữ H-E-L-P. Tuy nhiên, khi lắp ghép vào khung hình thì kiểu cách và những cánh tay không tạo nên một bức ảnh đẹp và cân đối. Tôi buộc phải nghĩ tới giải pháp khác, sao cho ý tưởng đảm bảo tạo nên một bức ảnh hài hòa". Buổi chụp hình được thực hiện tại phòng thu Twickenham, London. Freeman giải thích: "Mọi việc đều rất đơn giản, rất dễ nhìn. Tôi nghĩ là kiểu bìa này sẽ rất hợp với The Beatles vì nó là một khoảng không trắng không có chữ gì cả". Ở mặt sau của tấm bìa, Freeman có để 4 tấm ảnh đơn sắc của ban nhạc để gợi tới phong cách kiểu bìa album nhạc jazz thịnh hành vào thời điểm đó.
Tại Anh, bìa album tạo nên bộ chữ N-U-J-V, trong khi tại Mỹ, đó là N-V-U-J. Ý tưởng thay đổi của Freeman được in ở mặt sau của album, với bộ chữ L-P-U-S, là 4 chữ cuối của cụm từ "Help Us".

## Danh sách ca khúc
Tất cả các sáng tác đều do Lennon-McCartney, sáng tác khác được ghi chú bên cạnh.
| Mặt A | Mặt A                               | Mặt A     | Mặt A      |
| STT   | Nhan đề                             | Hát chính | Thời lượng |
| ----- | ----------------------------------- | --------- | ---------- |
| 1.    | "Help!"                             | Lennon    | 2:18       |
| 2.    | "The Night Before"                  | McCartney | 2:33       |
| 3.    | "You've Got to Hide Your Love Away" | Lennon    | 2:08       |
| 4.    | "I Need You" (George Harrison)      | Harrison  | 2:28       |
| 5.    | "Another Girl"                      | McCartney | 2:05       |
| 6.    | "You're Going to Lose That Girl"    | Lennon    | 2:17       |
| 7.    | "Ticket to Ride"                    | Lennon    | 3:10       |

| Mặt B | Mặt B                                           | Mặt B     | Mặt B      |
| STT   | Nhan đề                                         | Hát chính | Thời lượng |
| ----- | ----------------------------------------------- | --------- | ---------- |
| 1.    | "Act Naturally" (Johnny Russell, Voni Morrison) | Starr     | 2:29       |
| 2.    | "It's Only Love"                                | Lennon    | 1:54       |
| 3.    | "You Like Me Too Much" (George Harrison)        | Harrison  | 2:35       |
| 4.    | "Tell Me What You See"                          | McCartney | 2:36       |
| 5.    | "I've Just Seen a Face"                         | McCartney | 2:04       |
| 6.    | "Yesterday"                                     | McCartney | 2:03       |
| 7.    | "Dizzy Miss Lizzy" (Larry Williams)             | Lennon    | 2:53       |

## Phát hành và đón nhận của công chúng
| Đánh giá chuyên môn | Đánh giá chuyên môn |
| Nguồn đánh giá      | Nguồn đánh giá      |
| Nguồn               | Đánh giá            |
| ------------------- | ------------------- |
| Allmusic            | [ 32 ]              |
| Blender             |                     |
| Pitchfork Media     | (9.2/10)            |
| Rolling Stone       | [ 34 ]              |

Help! được phát hành ở Anh vào ngày 6 tháng 8 năm 1985. Tại Mỹ, album ra mắt sau đó 1 tuần với những thay đổi khá lớn mà ban nhạc tỏ rõ sự không hài lòng qua các buổi họp báo. McCartney nói: "Thật là trâng tráo... Chúng tôi làm album theo một khối thống nhất và chúng tôi muốn nó được phát hành như vậy." Trong khi đó, Lennon khá bực tức: "Chúng tôi làm mọi thứ còn họ (Capitol Records) lại phá hủy chúng."
Các ca khúc trong album không phải hoàn toàn không có sửa đổi. Đĩa đơn "Ticket to Ride"/"Yes It Is" đã được phát hành từ ngày 9 tháng 4, còn "Help!"/"I'm Down" được phát hành sau đó vào ngày 23 tháng 7. Đĩa đơn thứ ba của album, "Yesterday"/"Act Naturally" chỉ được phát hành tại Mỹ vào ngày 13 tháng 9.
Help! nhận được chủ yếu các đánh giá tích cực. Hầu hết các nhà chuyên môn coi album là bước đệm giữa thứ rock thuần túy của những album đầu tay của The Beatles và thứ nhạc rock kiểu mới mà họ thể hiện không lâu sau đó với Rubber Soul. Richie Unterburger của Allmusic giành tặng album 5 sao tối đa và nói album đã cải thiện được rất nhiều khiếm khuyết từ album trước đó, Beatles for Sale, đặc biệt là với các bản hát lại khi ông cho rằng chúng rất hợp với khả năng của ban nhạc. Một số nhà báo khác, như Daniel Ichbiah và Tom Ewing, thì cho rằng ca khúc quan trọng của album, "Dizzy Miss Lizzy", thực sự lỗi thời và lại làm hỏng đi cảm xúc của "Yesterday". Tuy nhiên, họ vẫn đánh giá Help! rất tích cực.
Ở cả hai bên bờ Đại Tây Dương, Help! đều dễ dàng chiếm được vị trí số 1. Tại Anh, album đứng đầu UK Albums Chart trong 3 tuần, trong khi tại Mỹ, album đứng đầu Billboard trong tận 9 tuần. Hơn hết, các ca khúc của album đều được coi là thành công của The Beatles: John Lennon luôn coi "Help!" là một trong những sáng tác xuất sắc nhất của anh, trong khi "Ticket to Ride" là một trong những ca khúc thương hiệu của "Fab Four". "Yesterday" hiển nhiên là ca khúc đáng tự hào nhất của họ: trong vòng tận 8 năm tiếp theo, đây vẫn là ca khúc được phát nhiều nhất qua sóng phát thanh và là ca khúc được hành nghìn người thể hiện lại.

## Phát hành tại Bắc Mỹ
Album phát hành tại Mỹ có nhiều sự thay đổi, ngoài những bài hát có trong phim, album còn có thêm những bản phối từ dàn nhạc của Ken Thorne hợp tác cùng George Martin. Đây là album pop ở phương Tây đầu tiên có sử dụng đàn sitar trong quá trình thu âm. "Ticket to Ride" là ca khúc duy nhất có sử dụng "fake stereo". Album này được xuất hiện trong box set The Capitol Albums, Volume 2.
Album đạt vị trí số 1 tại bảng xếp hạng Billboard trong vòng 9 tuần bắt đầu từ ngày 9 tháng 11 năm 1965.

### Danh sách ca khúc
Tất cả được viết bởi Lennon-McCartney, sáng tác khác được ghi chú bên cạnh.
Mặt A
1. "Help!" (có phần intro mộc) – 2:39
2. "The Night Before" – 2:36
3. "From Me to You Fantasy" (không lời) (Lennon-McCartney; chỉnh sửa bởi Thorne) – 2:08
4. "You've Got to Hide Your Love Away" – 2:12
5. "I Need You" (George Harrison) – 2:31
6. "In the Tyrol" (không lời) (Ken Thorne) – 2:26

Mặt B
1. "Another Girl" – 2:08
2. "Another Hard Day's Night" (không lời) (Lennon-McCartney; chỉnh sửa bởi Thorne) – 2:31
3. "Ticket to Ride" – 3:07
4. Medley: "The Bitter End" (Ken Thorne)/"You Can't Do That" (không lời) (Lennon-McCartney; chỉnh sửa bởi Thorne) – 2:26
5. "You're Going to Lose That Girl" – 2:19
6. "The Chase" (không lời) (Ken Thorne) – 2:31

## Phát hành
| Quốc gia                             | Ngày phát hành      | Hãng đĩa               | Định dạng           | Lưu trữ              |
| ------------------------------------ | ------------------- | ---------------------- | ------------------- | -------------------- |
| Anh                                  | 6 tháng 8 năm 1965  | Parlophone             | Mono LP             | PMC 1255             |
| Anh                                  | 6 tháng 8 năm 1965  | Parlophone             | Stereo LP           | PCS 3071             |
| Mỹ                                   | 13 tháng 8 năm 1965 | Capitol                | Mono LP             | MAS 2386             |
| Mỹ                                   | 13 tháng 8 năm 1965 | Capitol                | Stereo LP           | SMAS 2386            |
| Chỉnh sửa và phát hành toàn thế giới | 15 tháng 4 năm 1987 | Apple, Parlophone, EMI | Compact Disc        | CDP 7 46439 2        |
| Mỹ                                   | 21 tháng 7 năm 1987 | Capitol                | Stereo LP           | CLJ 46439            |
| Nhật Bản                             | 11 tháng 3 năm 1998 | Toshiba-EMI            | CD                  | TOCP 51115           |
| Nhật Bản                             | 21 tháng 1 năm 2004 | Toshiba-EMI            | LP chỉnh âm         | TOJP 60135           |
| Chỉnh sửa và phát hành toàn thế giới | 11 tháng 4 năm 2006 | Apple/Capitol/EMI      | CD từ bản LP tại Mỹ | CDP 0946 3 57500 2 7 |
| Chỉnh sửa và phát hành toàn thế giới | 9 tháng 9 năm 2009  | Apple/Capitol/EMI      | CD chỉnh âm stereo  | CDP 0946 3 82415 2 2 |

## Xếp hạng và chứng nhận doanh số
| Bảng xếp hạng (1965)           | Vị trí cao nhất |
| ------------------------------ | --------------- |
| Úc (Kent Music Report)         | 1               |
| Album Đức (Offizielle Top 100) | 1               |
| Album Anh Quốc (OCC)           | 1               |
| Album Hoa Kỳ Billboard 200     | 1               |

| Quốc gia                                  | Chứng nhận | Số đơn vị/doanh số chứng nhận |
| ----------------------------------------- | ---------- | ----------------------------- |
| Úc (ARIA)                                 | Vàng       | 35.000^                       |
| Anh Quốc (BPI)                            | Bạch kim   | 300.000^                      |
| ^ Chứng nhận dựa theo doanh số nhập hàng. |            |                               |

| Quốc gia                                  | Chứng nhận  | Số đơn vị/doanh số chứng nhận |
| ----------------------------------------- | ----------- | ----------------------------- |
| Canada (Music Canada)                     | 2× Bạch kim | 200.000^                      |
| Hoa Kỳ (RIAA)                             | 3× Bạch kim | 3.000.000^                    |
| ^ Chứng nhận dựa theo doanh số nhập hàng. |             |                               |

## Thành phần tham gia sản xuất
Theo Mark Lewisohn và Alan W. Pollack.
The Beatles
- John Lennon – hát chính, hát bè và hát nền; guitar acoustic, guitar điện; piano điện tử, Hammond organ, sắc-xô.
- Paul McCartney – hát chính, hát bè và hát nền; bass, guitar acoustic, guitar điện; piano điện tử, piano; güiro.
- George Harrison – hát chính, hát bè và hát nền; guitar acoustic, guitar điện; sắc-xô.
- Ringo Starr – trống, bộ gõ; hát chính trong "Act Naturally".

Các nghệ sĩ được mời
- George Martin – piano.
- John Scott – flute bè trong "You've Got to Hide Your Love Away".
- Tony Gilbert, Sidney Sax, Francisco Gabarro và Kenneth Essex – violon trong "Yesterday".

Ê-kíp sản xuất
- George Martin – sản xuất, chỉnh âm, hòa âm.
- Norman Smith – kỹ thuật viên, chỉnh âm.
- Jerry Boys, Malcolm Davies, Phil McDonald, Ron Pender, Ken Scott và Mike Stone – kỹ thuật viên.